# Rhystophyllum distichum
Rhystophyllum distichum là một loài Rêu trong họ Neckeraceae. Loài này được (Hedw.) E. Britton miêu tả khoa học đầu tiên năm 1904.